# Дорогожицкая улица
Дорогожицкая у́лица — улица Киева, расположена в исторической местности Сырец в Шевченковском районе. Простирается от улицы Юрия Ильенко до улиц Парково-Сырецкой и Рижской. Возникла в 1-й четверти XX столетия, была частью Лагерной улицы. Современное название получила в 1961 году, от исторической местности Дорогожичи. В 1970-е квартал улицы Дорогожицкой назывался Мотоциклетная улица  (от расположенного вдоль неё Мотоциклетного завода). В 1975 году от Дорогожицкой улицы отделена улица Тимофея Шамрило. Современная застройка Дорогожицкой улицы — с середины XX столетия. В 1869—1922 и 1944—1957 годах название Дорогожицкая (по отдельным источникам — Большая Дорогожицкая) имела современная улица Мельникова, а название Малая Дорогожицкая — конечная часть современной улицы Герцена. К улице Дорогожицкой примыкают улицы Семьи Хохловых, Оранжерейная и Елены Телиги.
На улице расположены:
- Лукьяновское военное кладбище (7);
- Лукьяновское кладбище (7);
- Лукьяновский государственный историко-мемориальный заповедник (7);
- Храм святых Новомучеников и Исповедников (7);
- Киевская медицинская академия последипломного образования имени Платона Шупика (9).

## Транспорт
- Станция метро «Дорогожичи»
- Станция метро «Шулявская»